# Touko Perko
Touko Pellervo Imanuel Perko, född 13 maj 1941 i Åbo,
död 16 maj 2025, var en finländsk historiker och journalist.
Perko blev filosofie doktor 1971, docent i Finlands historia vid Åbo universitet 1973 och i journalistik vid Jyväskylä universitet 1981. Han var rektor för centerns folkhögskola Alkioopisto 1980–1985, chefredaktör för Keskipohjanmaa 1986–1989, biträdande chefredaktör vid Keskisuomalainen 1989–1993 och specialredaktör vid sistnämnda tidning 1995–2001. Han har bedrivit presshistorisk forskning och skrivit ett stort antal historiker, bland annat över de kooperativa storföretagen SOK (1979) och Valio (2005).